# 新街水 (武江)
新街水，位于中华人民共和国广东省北部，是武江右岸支流，发源于乳源瑶族自治县瑶山牛角岭，向东流至韶关市浈江区犁市镇的沙园村汇入武江。河长46千米，河道比降13.5‰，流域面积339平方千米。